# Atténuation du signal

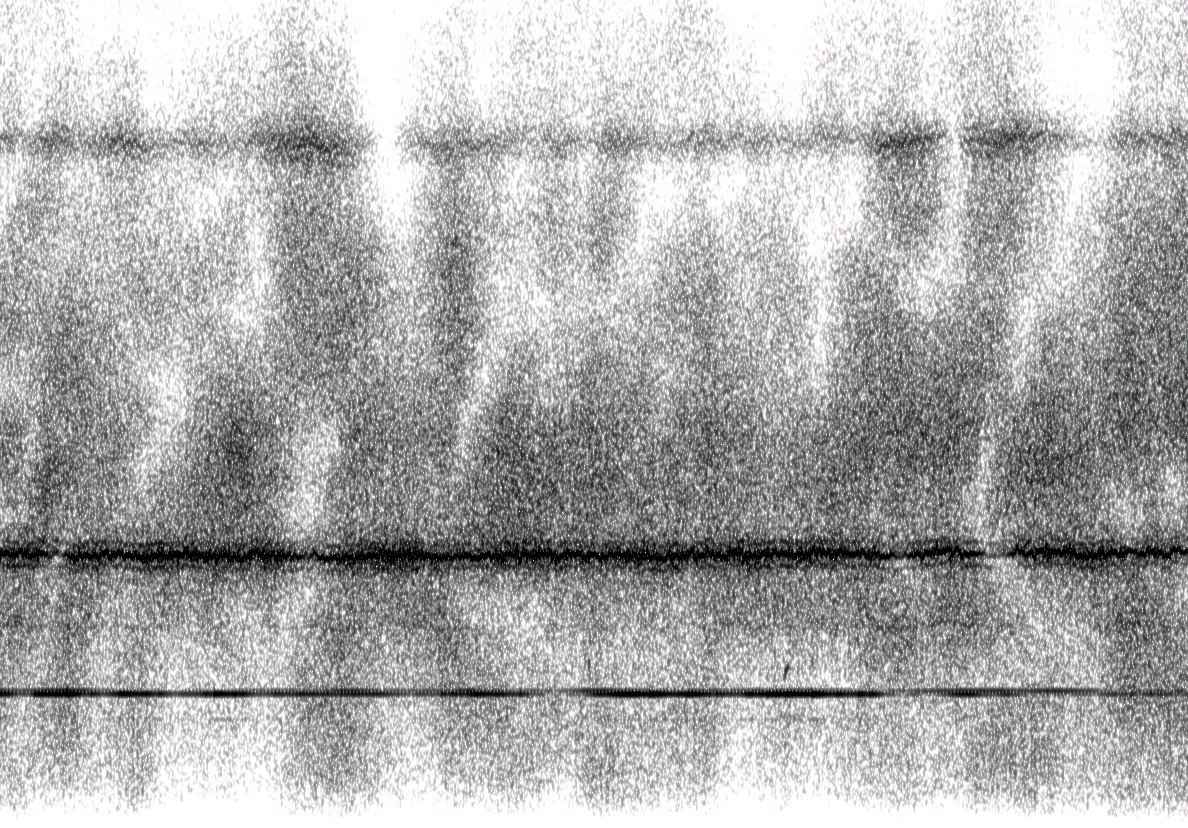
L'atténuation du signal en fonction de la fréquence et du temps laisse apparaître un motif nuageux sur un spectrogramme. Le temps est représenté sur l'axe horizontal, la fréquence sur l'axe vertical. L'intensité du signal apparaît en niveaux de gris.

Dans les transmissions sans fil, l'atténuation du signal ou évanouissement (fading) est la variation de la puissance du signal causée par plusieurs variables. Ces variables incluent le temps, la position géographique et la fréquence. L'atténuation du signal est souvent modélisée comme un processus aléatoire. L'atténuation du signal d'un canal est l'évanouissement subit par le signal dans un canal de transmission. Dans les systèmes de transmission sans fil, l'atténuation d'un signal peut être due aux propagations multitrajets, aux conditions météorologiques (particulièrement la pluie) et aux obstacles qui bloquent ou réfléchissent la propagation des ondes.

## Concept
La présence de réflecteurs (immeubles par exemple) aux alentours de l'émetteur et du récepteur impose au signal de se propager par des chemins différents. De ce fait le récepteur reçoit une superposition de copies du signal émis, qui ont chacune traversé un chemin différent. Pendant leur propagation de la source au récepteur chaque copie du signal sera modifiée différemment par atténuation, décalage temporel (delay) et déphasage. Ces différents signaux peuvent créer des interférences constructives ou destructives qui vont amplifier ou atténuer la puissance du signal capté par le récepteur. De fortes interférences destructives engendrent une perte temporaire de la communication à cause d'une forte chute du rapport signal-bruit.
Un exemple courant de fortes atténuations peut être ressenti lors de l'arrêt d'un véhicule aux feux de circulation, la réception FM peut se dégrader et s’arrêter, alors qu'il suffit que le véhicule bouge d'une fraction de mètre pour que le signal soit réactivé. La perte de la diffusion est causée par le fait que le véhicule s'est arrêtè à un endroit où il y a de fortes interférences destructives. Les téléphones cellulaires peuvent aussi subir les mêmes types d"atténuations momentanées.

## Type

### Atténuation lente et rapide
Les termes « lent » et « rapide » se référent à la vitesse de changement de l'amplitude et de la phase du signal imposés par les conditions de transmission du canal. Le temps de cohérence est le temps minimum requis pour que les changements d'amplitude et de la phase du canal ne soient plus corrélés à leurs anciennes valeurs.
- L'atténuation lente se produit quand le temps de cohérence est largement supérieur au temps de propagation requis par l'application[1]. Dans ce cadre, les changements d'amplitude et de phase imposés par le canal peuvent être considérés comme à peu près constants durant la période d'utilisation. L'atténuation lente est généralement causée par de larges obstacles comme un grand immeuble ou une colline bloquant le chemin direct entre l'émetteur et le récepteur. L'atténuation de la puissance reçue par le récepteur est souvent modélisée en utilisant la loi log-normale avec un écart type par rapport à l'affaiblissement de propagation standard.
- L'atténuation rapide se produit quand le temps de cohérence du canal est court comparé au temps requis par l'application. Dans ce cadre les changements d'amplitude et de phase imposés par le canal varient considérablement pendant la période d'utilisation.

Dans les canaux d'atténuation rapide, l'émetteur peut tirer bénéfices des variations des conditions de canal en utilisant la diversité temporelle pour augmenter la robustesse de la communication en cas de fortes atténuations. Bien qu'une forte atténuation puisse temporairement effacer une partie de l'information transmise, l'utilisation d'un code correcteur d'erreur couplé avec des bits qui ont été émis pendant d'autres périodes peut permettre de récupérer les bits effacés. Dans les canaux d'atténuation lente, il n'est pas possible d'utiliser la diversité temporelle car l'émetteur ne voit qu'une seule réalisation du canal dans sa contrainte de délai.

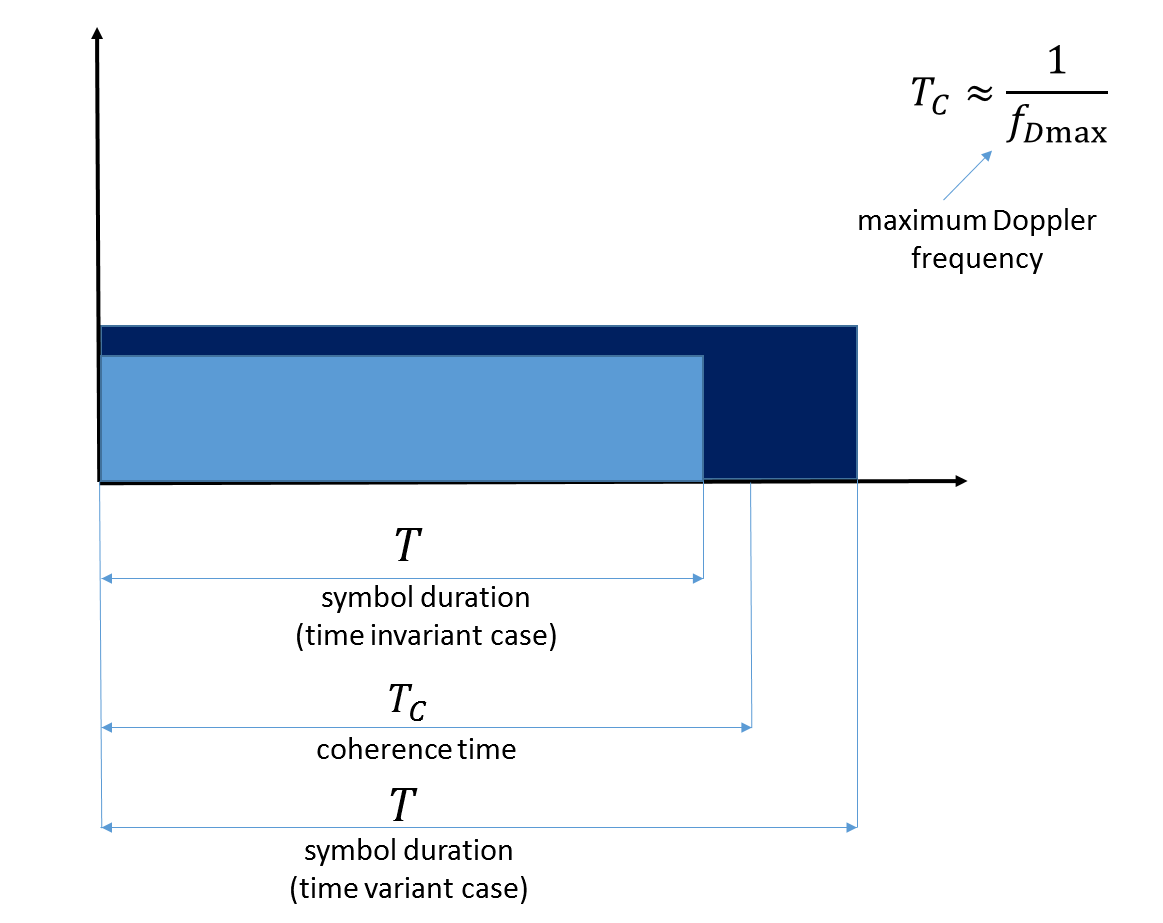
Tc (temps de cohérence), T (durée du symbole)

Le temps de cohérence du canal est lié à la quantité connue sous le nom d'étalement Doppler du canal. Quand un utilisateur (ou un réflecteur situé dans son lieu de propagation) est en mouvement, la vitesse de l'utilisateur provoque un décalage de la fréquence du signal transmis. Ce phénomène s'appelle l'effet Doppler. Les signaux qui ont des chemins différents ont un effet Doppler différent correspondant à des valeurs différentes de changement de phase. La différence de décalage Doppler entre les différentes composantes du signal contribuant à l'évanouissement d'un canal est connue sous le nom d'étalement Doppler. Les canaux avec un grand étalement ont des composantes de signaux qui changent chacune indépendamment de phase au fil du temps. Comme l'atténuation dépend du fait que les composantes du signal s'ajoutent de manière constructive ou destructive, ce type de canal a un temps de cohérence très petit.
De manière générale, le temps de cohérence est inversement proportionnel à l'étalement Doppler et est généralement exprimé sous la forme :
{\displaystyle T_{c}\approx {\frac {1}{D_{s}}}}
où {\displaystyle T_{c}} est le temps de cohérence et {\displaystyle D_{s}} est l'étalement Doppler. Cette équation est une approximation.

### Atténuation en Bloc
L'atténuation en bloc a lieu quand il y a un processus d'atténuation constant sur un nombre important d'intervalles de symboles. Un canal peut subir une double atténuation en bloc si le canal est atténué en fréquence et en temps.

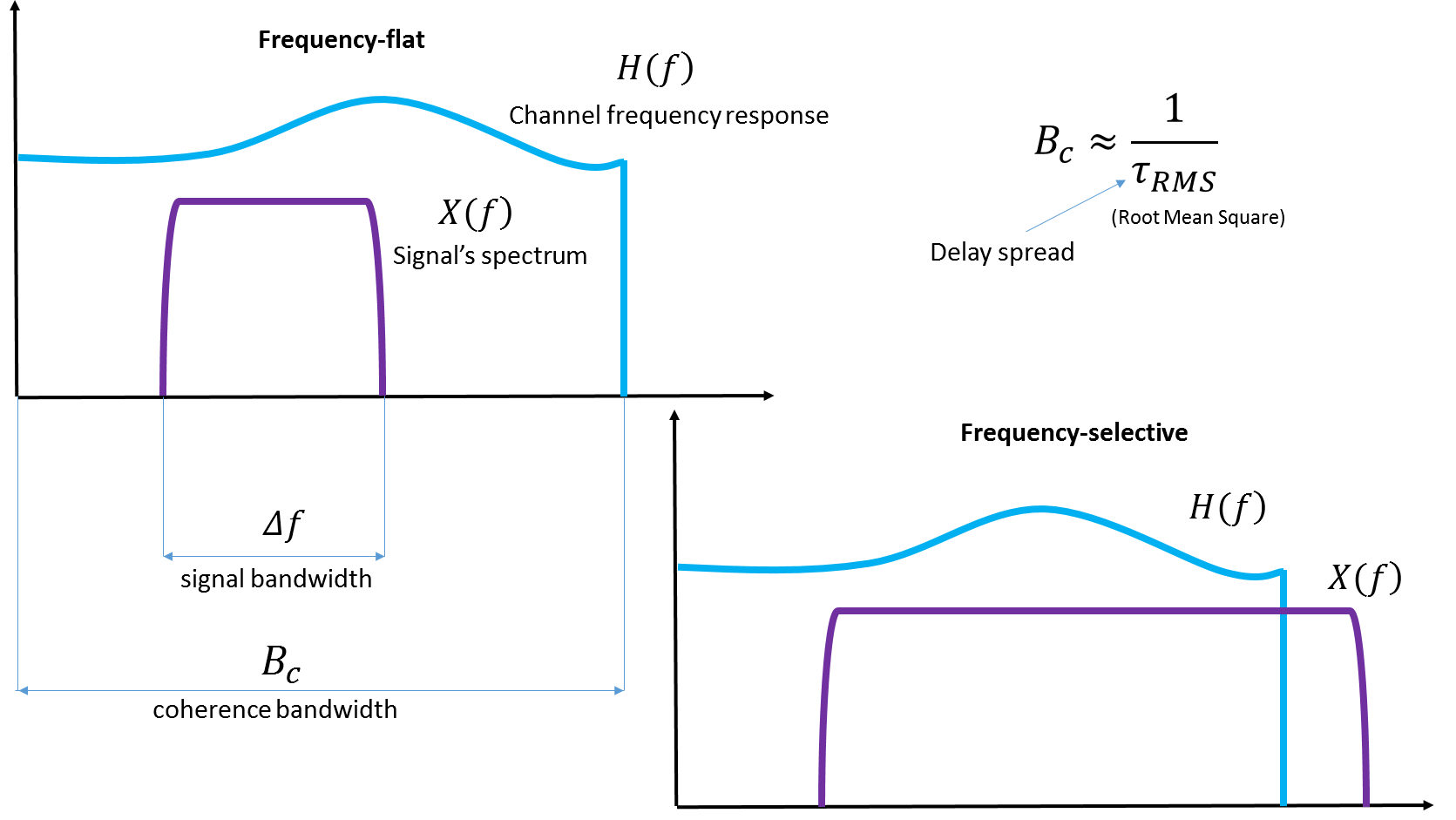

### Atténuation sélective
L'atténuation sélective ou « atténuation sélective en fréquence » est une anomalie de la propagation des ondes radio qui est causée par une suppression partielle du signal radio par lui-même. Le signal arrive au récepteur par deux chemins différents et un de ces chemins est en train de changer (s'agrandir ou se rétrécir). Cela ce produit généralement tôt le matin où tôt le soir quand les différentes couches de la ionosphère bougent, se séparent ou se combinent. Les chemins peuvent être tous les deux de type propagation ionosphérique.
L'atténuation sélective se manifeste comme une perturbation cyclique lente ; l'effet de suppression est le plus fort à une fréquence particulière qui change en permanence, balayant le spectre radio reçu.
Lorsqu'on fait varier la fréquence porteuse d'un signal, l'ampleur du changement d'amplitude varie. La bande passante cohérente mesure le seuil en fréquence à partir de laquelle deux signaux subiront un évanouissement non corrélé.
- Dans l'atténuation plate, la largeur de bande de cohérence du canal est plus grande que la largeur de bande du signal. Par conséquent, toutes les fréquences composant le signal subiront la même amplitude d'évanouissement.
- Dans l'atténuation sélective en fréquence la largeur de bande de cohérence du canal est plus petite que la largeur de bande du signal. Les différentes fréquences composant le signal subissent donc un évanouissement non corrélé.

Comme les différentes composantes en fréquence du signal sont affectées indépendamment, il est très peu probable que toutes les parties du signal soient simultanément affectées par une forte atténuation. Certains systèmes de modulation comme l'orthogonal frequency-division multiplexing (OFDM) et le Code division multiple access (CDMA) sont bien adaptés à l'utilisation de la diversité en fréquence pour assurer la robustesse face aux atténuations. L'OFDM divise un signal à large bande en de nombreuses sous-porteuses à bandes étroites modulées lentement, chacune étant exposée à une atténuation plate plutôt qu'à un évanouissement sélectif en fréquence. Elles peuvent être combattues avec un code correcteur. Les interférences inter-symboles sont évitées en introduisant un intervalle de garde entre les symboles, appelé préfixe cyclique. Le CDMA utilise un récepteur Rake pour traiter chaque écho séparément.

### Augmentation du signal
L'augmentation du signal est un cas spécial qui est utilisé pour décrire les interférences constructives, dans les situations où le signal gagne en puissance. Certaines conditions des multitrajets causent une augmentation de l'amplitude car les signaux qui utilisent plusieurs chemins arrivent en phase au récepteur et s'additionnent au signal principal. Par conséquent le signal reçu est plus fort que s'il avait été sans multitrajets. Cet effet est notamment perceptible dans les systèmes WLAN.

## Modèles
Voici des exemples de modèles d'évanouissement pour la distribution de l'atténuation :
- Loi de Nakagami
- atténuation de Rayleigh
- atténuation de Rician
- atténuation dispersive avec plusieurs échos, chacun exposé à un retard, à un gain et un déphasage différents, souvent constants. Il en résulte une atténuation sélective en fréquence et des interférences intersymboles. Les gains peuvent être distribués selon le principe de Rayleigh ou de Rician. Les échos peuvent également être exposés à l'effet Doppler, ce qui donne lieu à un modèle de canal variant dans le temps.

## Réductions des effets
L'atténuation du signal peut être à l'origine de mauvaises performances dans un système de communication car elle peut entraîner une perte de puissance du signal sans réduire la puissance du bruit. Cette perte de signal peut se produire sur une partie ou la totalité de la bande passante du signal. L'atténuation peut également poser problème car elle évolue dans le temps : les systèmes de communication sont souvent conçus pour s'adapter à ces dégradations, mais l'atténuation du signal peut changer plus vite que les adaptations ne peuvent être faites. Dans ces cas, la probabilité de subir une atténuation forte (et les erreurs binaires associées lorsque le rapport signal-bruit diminue) sur le canal devient le facteur limitant des performances de la liaison.
Les effets de ces atténuations peuvent être combattus en utilisant la diversité de propagation pour transmettre le signal sur plusieurs canaux qui subissent une atténuation indépendante et en les combinant de manière cohérente au niveau du récepteur. La probabilité de subir des erreurs sur ce canal composite est alors proportionnelle à la probabilité que tous les canaux combinés subissent simultanément un évanouissement, un événement beaucoup moins probable.
La diversité peut être observée dans le temps, en fréquence ou dans l'espace. Les techniques courantes utilisées pour surmonter l'évanouissement des signaux sont les suivantes : 
- MIMO
- OFDM et OFDMA
- récepteur Rake
- Code espace temps (STC)
- code correcteur

## Littérature
- T.S. Rappaport, Wireless Communications: Principles and practice, Second Edition, Prentice Hall, 2002.
- David Tse and Pramod Viswanath, Fundamentals of Wireless Communication, Cambridge University Press, 2005.
- P. Barsocchi, Channel models for terrestrial wireless communications: a survey, CNR-ISTI technical report, April 2006.